# Cadena SER
|  | No s'ha de confondre amb la Sociedad Española de Radiodifusión, empresa propietària d'aquesta emissora de ràdio.. |

La Cadena SER és un del grups d'emissores de ràdio més antics d'Espanya i compta amb el major nombre d'emissores i els índexs d'audiència més alts a Espanya però no pas a Catalunya, on és la tercera emissora més escoltada per darrere de RAC 1 i Catalunya Ràdio.
Com a empresa, la Cadena SER forma part de PRISA Radio, controlada accionarialment pel grup editorial i de comunicació PRISA, un dels més grans d'Espanya. Les quatre grans emissores del grup, amb cobertura a tot l'estat, són: la Cadena SER (emissora generalista), i les radiofórmules musicals Los 40, Los 40 Classic i Cadena Dial. També posseïx tres cadenes de menor cobertura territorial, SER+, Los 40 Dance, Los 40 Urban, Radiolé i, per Catalunya, SER Catalunya.

## Història

### Inicis: Unión Radio, 1924-1939

#### Anys 20
El 14 de novembre de 1924, a dos quarts de set de la tarda, i amb la veu de la locutora María Sabater, començava les seves emissions Ràdio Barcelona, a la qual la Direcció General de Comunicacions havia assignat la referència EAJ-1 (EA codi referent a Espanya, J emissora de radiodifusió i 1 primera emissora autoritzada).
Tot i la nomenclatura no va ser la primera emissora de ràdio a emetre. Un any abans Radio Ibérica de Madrid havia fet proves d'emissió, malgrat que la regularització del sistema va arribar a través del reglament del 14 de juny de 1924, en virtut del qual, la Direcció General de Comunicacions concedia a Ràdio Barcelona la primera llicència de ràdio el 14 de juliol, que permetia l'execució de la instal·lació de l'emissora. L'autorització per a l'inici oficial de les emissions, es va decretar el 12 de novembre. En aquesta data, l'EAJ-2, Radio España de Madrid, ja feia dos dies que estava emetent.
Ràdio Barcelona va presentar una programació inicial que incloïa esports (els diumenges a la tarda), crònica social, moda... El desembre de 1924 sortia a la llum el considerat primer informatiu: Crònica, un espai de deu minuts emès diàriament a les 15 i a les 20 hores.
Per altra banda, les empreses del sector radioelèctric van ser molt actives en aquells primers mesos d'existència de la ràdio a Espanya. Incentivades pels seus propis interessos comercials, i amb la intenció d'incrementar les vendes de receptors, van impulsar també el desenvolupament de les emissions fins al punt de crear la seva pròpia empresa: Unión Radio Madrid, EAJ-7. Amb l'impuls de Ricardo Urgoiti, l'escriptura de constitució de l'embrió de la Cadena SER es va signar el 19 de desembre de 1924 per, entre d'altres, Telefunken, Compañía General de Electricidad o Compañía Nacional de Telegrafía sin hilos (Marconi).
L'emissora s'inaugurava formalment pel rei Alfons XIII, el 17 de juny de 1925. Urgoiti es va convertir en el primer director general, amb Miguel Olea com a director artístic, i Joaquín Ruiz com a cap tècnic. La seu d'Unión Radio Madrid es va ubicar a l'edifici dels Magatzems Madrid-París, a la Gran Vía madrilenya.
A mesura que s'implantaven emissores a l'ample del territori nacional, Unión Radio va començar a ampliar continguts i emetre en cadena amb altres emissores, com per exemple, Radio Madrid (que el 8 d'octubre de 1925 retransmetia per primera vegada una corrida de toros, amb el mestre Juan Belmonte). L'emissora, a més, incloïa a la seva programació cursos d'anglès i francès o retransmissions dels festivals de la Creu Roja. Un any després es transmetia l'enlairament del Plus Ultra, que sobrevolaria l'Atlàntic. S'iniciaven també les adaptacions de clàssics del teatre universal (Els núvols (1926), d'Aristòfanes; El alcalde de Zalamea (1926), de Calderón de la Barca; Los intereses creados (1927), de Jacinto Benavente; La fierecilla domada (1928), de Shakespeare. A més, es va emetre la radionovel·la Las aventuras de un parisién en Madrid.
El 1927, Unión Radio Madrid (EAJ-7), Radio Bilbao (EAJ-9), Radio Sevilla (EAJ-5), Radio Salamanca (EAJ-22) i Radio Barcelona (EAJ-1) començaven a emetre conjuntament. Al maig, totes les emissores de ràdio van emetre el partit de futbol entre el Saragossa i el Reial Madrid. L'emissora arribaria gairebé el monopoli d'emissions, amb excepcions com Ràdio Associació de Catalunya o Radio España de Madrid.
Les emissions començaven a primera hora de la tarda, i abastaven varietats, música lleugera, informació, meteorologia i retransmissions d'òpera i sarsuela.
La fusió formal es materialitza el 1929, després de l'impuls tecnològic que va suposar l'Exposició Universal de Barcelona i es va articular mitjançant autorització de la Direcció General de Comunicacions, de 14 de març, en el qual Ràdio Barcelona s'integra a Unión Radio.

#### Anys 30
La instauració de la Segona República obre una nova etapa en la història de la radiodifusió a Espanya, amb la consagració d'un nou marc de llibertats, entre elles, la d'expressió. Tan sols un any abans, el 8 d'octubre de 1930, després de la fi del mandat del dictador Miguel Primo de Rivera, Unión Radio havia reforçat la seva aposta per la informació amb l'informatiu diari La palabra, d'entre 20 i 30 minuts de durada, que va comptar amb les conegudes veus de Luis Medina i Carlos del Pozo. Josefina Carabias va ser una altra estrella radiofònica clau durant l'època.
La proclamació de la república a la Puerta del Sol de Madrid es va fer davant d'un micròfon d'Unión Radio. El 23 d'agost de 1931, Unión Radio Madrid i Ràdio Barcelona transmetien conjuntament el lliurament per part Francesc Macià al President de la República Niceto Alcalá-Zamora del primer Estatut d'Autonomia de Catalunya. L'1 de febrer de 1934 va inaugurar les seves emissions Radio Valladolid, encara que no serà fins al 1950 quan s'associarà a Unión Radio.
En esclatar la Guerra Civil espanyola, Unión Radio Madrid va romandre fidel al Govern legítim de la República i va ser gestionada per un comitè de treballadors i la seva seu va ser traslladada temporalment de la Gran Via per evitar els atacs de les forces rebels. L'emissora, convertida en òrgan de propaganda, per tant, d'un dels bàndols bel·ligerants, va ser el vehicle que va traslladar als ciutadans espanyols l'històric discurs de Dolores Ibárruri, pronunciant el llegendari «No pasarán».
El 28 de març de 1939, l'emissora és presa per les tropes franquistes. Luis Medina pronuncia unes paraules de comiat. Hores després, les ones d'Unión Radio connectaven amb la programació única transmesa per Radio Nacional de España.

### La ràdio comercial: 1940-1975

#### Dècada del 40 i 50
Després de la fi de la Guerra i la proclamació de l'estat franquista, Unión Radio passa a denominar-se Sociedad Española de Radiodifusión (SER). La propietat és cedida a les famílies Garrigues i Fontán i l'emissora passa a estar presidida per Antonio Garrigues Díaz-Cañabate amb Virgilio Oñate com a director general. El 1942 s'incorporava Manuel Aznar Acedo com a responsable de programació, càrrec que va ocupar durant 20 anys.
El règim de llibertats s'havia clausurat. La Llei de Premsa, vigent fins a 1966, estableix el sistema de censura informativa i les ràdios comercials, inclosa la SER, no poden emetre programes informatius. La informació és transmesa en exclusiva per Radio Nacional de España, emissora amb la qual s'ha de connectar preceptivament, per l'emissió de El Parte, o noticier parlat.
Al llarg de les tres dècades següents, la Cadena SER es consolida com la ràdio comercial per excel·lència a Espanya. Enfront de l'oficialista Radio Nacional de España, de titularitat pública, la SER opta per anar incorporant un model de ràdio-espectacle, concebuda sobretot en termes d'entreteniment. La incorporació del periodista Robert Kiev, procedent dels Estats Units, va significar la importació d'un model de ràdio, ja assentat a Amèrica del Nord, amb conceptes i esquemes de programació desconeguts fins al moment a Espanya. El concurs de descobriment de joves talents, Tu carrera es la radio, n'és un clar exponent.
Una altra fita històrica va ser la incorporació de Bobby Deglané a Ràdio Barcelona amb l'espai de varietats Fin de semana (1940), que després d'un parèntesi, es convertiria en Cabalgata fin de semana, des de 1951. L'espai, que en la seva etapa final va ser conduït per José Luis Pécker, va marcar nous ritmes a l'hora de fer ràdio-espectacle a Espanya.
Igualment clau en la consolidació de la cadena fou la creació del quadre d'actors de Radio Madrid va inaugurar l'època daurada de la ficció radiofònica a Espanya. El 1942 començava a emetre Teatre a l'aire, adaptacions radiofòniques dels clàssics de l'escena i que es mantindria en antena fins al 1973.
A final de la dècada van arribar les radionovel·les. El 1947, foren El Coyote i Dos hombres buenos. Els en seguirien desenes més. Veus insignes com Joana Ginzo, Matilde Conesa, Pedro Pablo Ayuso o Matilde Vilariño van mantenir en suspens a milions de radiooients amb els serials de Guillermo Sautier Casaseca. Lucecita, Ama Rosa, El que nunca muere van quedar gravades en l'imaginari col·lectiu de tota una generació. Des de 1955, en el gènere d'humor, va triomfar Matilde, Perico i Periquín, d'Eduardo Vázquez.
Les retransmissions esportives van atreure aviat l'atenció dels aficionats especialment al futbol i al llavors popular boxa. El 1954 Vicente Marco creava el Carrusel Deportivo, mentre que Paco Quílez es posava al capdavant de Siguiendo los deportes.
A la reconeguda per alguns com època daurada de la ràdio a Espanya, coincident amb la dècada dels cinquanta, van fer també fortuna a les ones de la SER dels concursos (El bazar de las sorpresas, Ustedes lo saben, pero ellos no, Busque, corra y... llegue usted primero, Su canción favorita i Avecrem llama a su puerta amb Joaquín Soler Serrano) i l'humor de Tip y Top (Luis Sánchez Polack i Joaquín Portillo) i de Pepe Iglesias, El Zorro.
Posteriorment, l'aparició de la televisió i l'arribada de Manuel Fraga al Ministeri d'Informació i Turisme, obrien una nova etapa.

#### Anys 60 i primers 70
El canvi de dècada va marcar un important gir en la direcció de la cadena. El 23 de gener de 1962 Eugenio Fontán era nomenat director de la cadena, en substitució d'Oñate després de vint anys al capdavant de la SER. Aquest mateix any, Manuel Aznar deixava també la direcció de programació.
Els anys seixanta van ser testimonis, a més, d'una tímida obertura del règim en matèria de llibertat d'expressió, propiciada per l'aleshores ministre d'Informació i Turisme, Manuel Fraga Iribarne, impulsor de la nova Llei de Premsa de 15 de març de 1966, que eliminava la censura prèvia, tot i que Radio Nacional de España mantenia el monopoli de la informació política.
La Cadena SER, al recer dels nous temps, s'havia avançat un parell d'anys. El 22 de novembre de 1963, la Cadena SER va ser la primera emissora a Espanya a donar la notícia de l'assassinat de John F. Kennedy. El 1964 s'estrenava un espai magazine, amb alguns elements informatius. Es va anomenar Matinal Ser, sobre una idea d'Antonio González Calderón i sota direcció del periodista Manuel Martín Ferrand. Vuit anys més tard naixia Hora 25 i Un programa de cuestiones actuales, també amb Ferrand i al qual s'incorporava un jove periodista especialitzat en l'àrea esportiva: José María García.
D'altra banda, els canvis socials, la cada vegada més ferotge competència de la televisió i el desenvolupament tecnològic van propiciar una certa renovació de continguts. Els anys seixanta van ser testimoni del naixement de les radiofórmules a Espanya. El 1963 començava a emetre El Gran Musical, amb Tomás Martín Blanco, espai de música lleugera i el 1966 naixia la cadena 40 principales. Joves professionals, com Joaquín Luqui, Pepe Domingo Castaño, José María Íñigo o Miguel de los Santos s'incorporaven a aquests espais nous pensats per atraure l'atenció d'un sector d'audiència fins aleshores obviat: els joves.
Una altra novetat de la dècada van ser els programes de defensa de causes solidàries com Operación Plus UltraoUstedes son formidables, amb Alberto Oliveras.
A les acaballes del franquisme, els serials continuaven arrasant en audiència: Ama Rosa —amb Juana Ginzo— als anys seixanta i Simplemente María —amb Maria Salerno— a principis dels setanta. Van ser, però, els darrers exponents d'un gènere cridat a desaparèixer amb el canvi dels temps.

### La Transició: 1975-1984
La mort de Francisco Franco i el restabliment de la democràcia obren una nova etapa en la història de la cadena SER. Pocs mesos abans de la mort del dictador, l'emissora va patir una pseudo-nacionalització, operada a través d'un decret de 17 de juliol de 1975, en virtut del qual la Cadena SER (igual que Radio Intercontinental) feien "donació de títols valors" per import del 25% del seu capital a l'Estat. A partir d'aquest moment, la titularitat es distribuïa de la següent manera: el 25% corresponia l'Estat (que passava a ser l'accionista majoritari); el 19% a Família Fontán; el 18% a Antonio Garrigues Díaz-Cañabate; el 15% al Banco Urquijo i el 9% a Gregorio Gómez Mira.
Probablement la fita més important en el procés de consolidació de la llibertat d'expressió va ser el Reial Decret 2664/1977, de 6 d'octubre, sobre Llibertat d'Informació General per les Emissores de Radiodifusió, que posava fi al monopoli informatiu de RNE, exonerant a la resta d'emissores de l'obligació de connectar amb la ràdio pública per a l'emissió dels seus diaris parlats. Aquest any va començar a emetre Plaza de España, informatiu conduït per Martín Ferrand. Com a conseqüència de la liberalització informativa, la SER inicia les retransmissions de les desfilades de les Forces Armades, primer a Madrid i posteriorment a Sevilla i València, encarregant-se d'això Juan Vives.
Pel que fa a la programació, l'època va suposar la consagració professional de José María García i l'èxit de l'últim serial radiofònic: La saga de los Porretas, d'Eduardo Vázquez, amb José Fernando Dicenta.
El moment més tràgic del període es va viure la nit del 23 de febrer de 1981, coneguda també com La nit dels transistors, amb l'intent de cop d'Estat i la presa del Congrés dels Diputats. El cronista polític de l'emissora José Luis Díaz va aconseguir mantenir el micròfon obert mentre els militars colpistes entraven al Parlament, mentre Fernando Ónega, en aquell temps director d'informatius de la cadena, coordinava l'emissió.
La victòria electoral del Partit Socialista Obrero Español en les eleccions generals de 1982 va suposar el principi d'una nova etapa de grans canvis en l'emissora degana d'Espanya.

### El Grupo PRISA: 1984-actualitat
El Grupo Editorial PRISA, propietari d'El País, el diari de major tirada a Espanya, pretenia expandir-se a altres àmbits de la comunicació més enllà de la premsa escrita. El 1982 van posar en marxa Radio El País, amb ínfims resultats d'audiència. Després d'aquesta experiència, va alterar la seva estratègia per fixar-se en l'eventual adquisició de paquets d'accions de grups radiofònics ja implantats al país, i la Cadena SER era la primera emissora d'Espanya.
L'operació va començar el 1984, a la mort de Gregorio Gómez Mira, un dels accionistes de la cadena, els hereus van vendre la seva participació al Grup PRISA. Poc després, Jesús de Polanco aconseguia les accions del Banco Urquijo i es convertia en l'accionista majoritari. Els següents a cedir la seva part en l'emissora van ser els Fontán. El 1992 el Govern de Felipe González va vendre la participació estatal. Finalment, el Grup PRISA arriba a adquirir la totalitat de les accions.
La línia editorial del Grupo PRISA és propera als postulats del PSOE i les operacions de presa de control de la cadena no van estar exemptes de crítiques de favoritisme per part d'altres mitjans de comunicació.
Les més de dues dècades transcorregudes han consolidat a la Cadena SER com a líder d'audiència i s'ha mantingut una estabilitat en la seva graella que resultaria inaudita, per exemple, en l'àmbit de les televisions. La columna vertebral de la seva programació està integrada, al costat de programes que porten 30, 40 o 50 anys en antena com Carrusel Deportivo, Hora 14 (amb José Antonio Marco), Hora 25 (amb, successivament, Manuel Campo Vidal, Carlos Llamas i Àngels Barceló) o Matinal SER, per altres espais que van passant anys en antena sense aparent risc de desaparició: Hoy por hoy, creat en 1986 per Iñaki Gabilondo, que es va convertir en l'estrella de la cadena fins al seu relleu el 2004 per Carles Francino; La ventana, a les tardes des de 1993, primer amb Xavier Sardà i més endavant amb Gemma Nierga; El larguero, prograqma esportiu nocturn des de 1989, amb José Ramón de la Morena; Hablar por hablar, a les matinades des del 1989, oA vivir que son dos días, els caps de setmana, des de 1988.
El paper de la Cadena SER a les hores següents als atemptats de l'11 de març de 2004 a Madrid, va donar lloc també a innombrables polèmiques, entre defensors a ultrança del rol de l'emissora com a defensora de la veritat que el Govern de José María Aznar pretenia amagar als ciutadans i aquells que opinen que la SER va manipular deliberadament la informació, amb especial referència a l'existència d'un terrorista suïcida propagada des de les ones de la SER com a informació contrastada i que més tard va resultar no ser-ho.
L'any 2017 el programa La Script va obtenir el Premi Bones Pràctiques de Comunicació no Sexista, de l'Associació de Dones Periodistes de Catalunya, per un programa radiòfinic que visiblitzava la desigualtats de les dones a la industria del cinema.

## Programes
- *Hoy por hoy (amb Carles Francino)
- *Hora 14 (amb José Antonio Marcos)
- La Ventana (amb Gemma Nierga)
- *Hora 25 (amb Àngels Barceló, Javier Casal i Manolo Lama)
- El Larguero (amb José Ramón de la Morena)
- Hablar por hablar (amb Macarena Berlín) / #Parlar per Parlar (amb Raquel Aturia)
- Si amanece nos vamos (amb Roberto Sánchez)
- Punto de Fuga (amb Pablo Morán) / #Qualsevol nit pot sortir el sol (amb Ricky Romero)
- SER Digital (amb Chema Lapuente i Miguel Ángel Muñoz)
- SER Consumidor (amb Jesús Soria)
- Matinal SER (amb Elena Jiménez)
- *A vivir que son dos días (amb Montserrat Domínguez)
- *Hora 14 Fin de Semana (amb Jesús Cintora)
- Ser Deportivos (amb Jesus Gallego)
- SER Aventureros (amb José Antonio Ponseti)
- *Carrusel Deportivo (amb Paco González i Pepe Domingo Castaño)
- Hora 25 Fin de Semana (amb Jesús Cintora)
- El Larguero Fin de Semana (amb Joseba Larrañaga)
- Milenio 3 (amb Iker Jiménez i Carmen Porter) / #Qualsevol nit pot sortir el sol (amb Ricky Romero)
- Los toros (amb Manuel Molés) / #Parlar per Parlar (amb Raquel Aturia)
- Ser Historia (amb Nacho Ares)

## Freqüències
- Andorra, 102.3 FM
- Barcelona, 96.9 FM i 666 OM
- Catalunya Central, 95.8 FM i 1.539 OM
- Cerdanya, 89.8 FM
- Costa Brava, 101.9 FM
- Garraf, 103.1 FM
- Garrotxa, 95.5 FM
- Girona, 98.5 FM i 1.008 OM
- Lleida, 93.4 FM i 1.287 OM
- Móra d'Ebre, 87.6 FM
- Osona, 92.3 FM
- Pallars, 89.6 FM
- Reus, 1.026 OM
- Tarragona, 97.1 FM
- Terres de l'Ebre, 95.7 FM
- Val d'Aran, 97.2 FM
- València, 100.4 FM i 95.7 FM, 1.179 OM